# Pico (Insel)

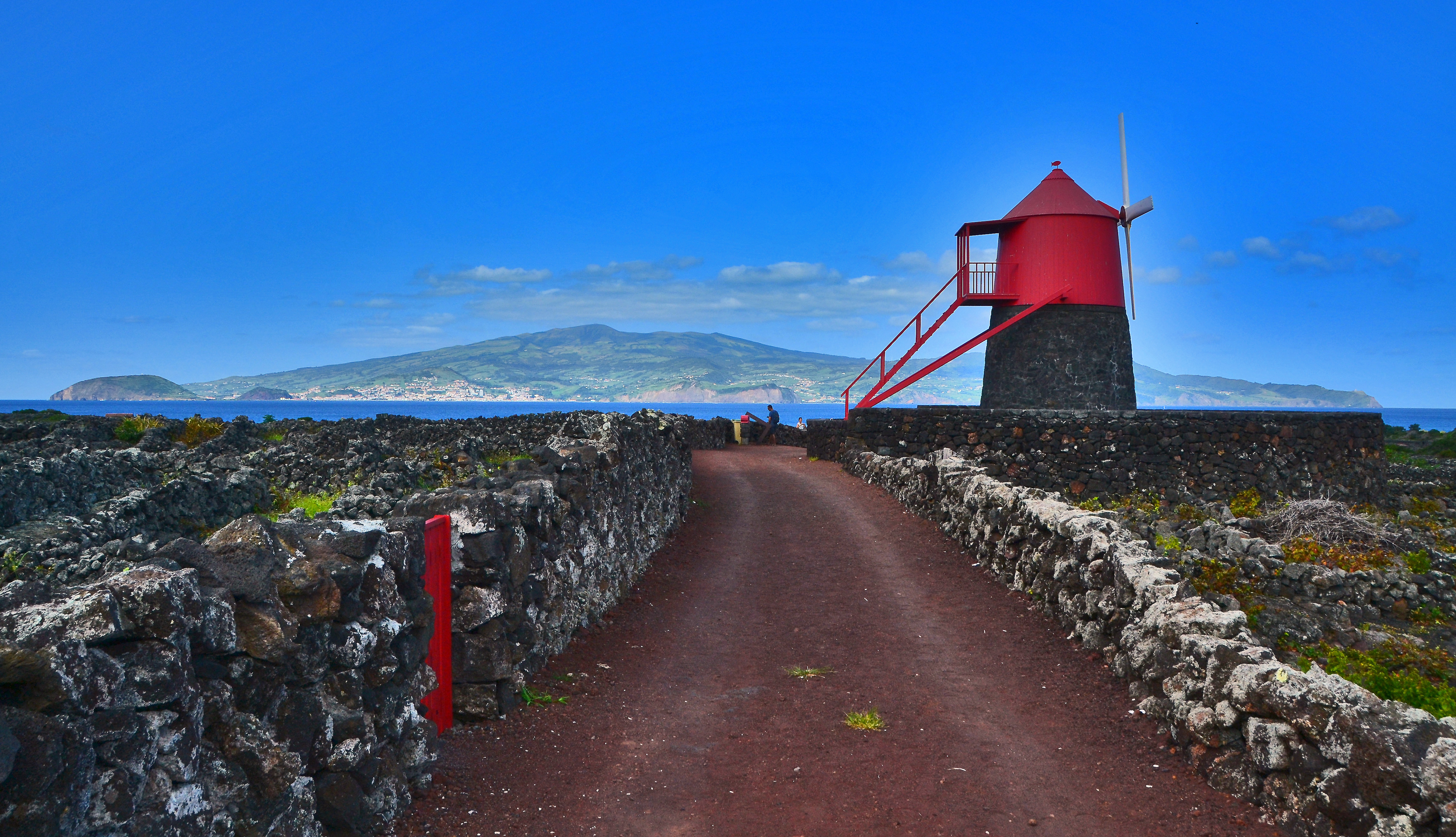
Moinho do Frade – eine restaurierte Getreidewindmühle. Hinter den Mauern Weinanbau, geschützt vor Wind und Salzluft. Im Hintergrund die Nachbarinsel Faial.

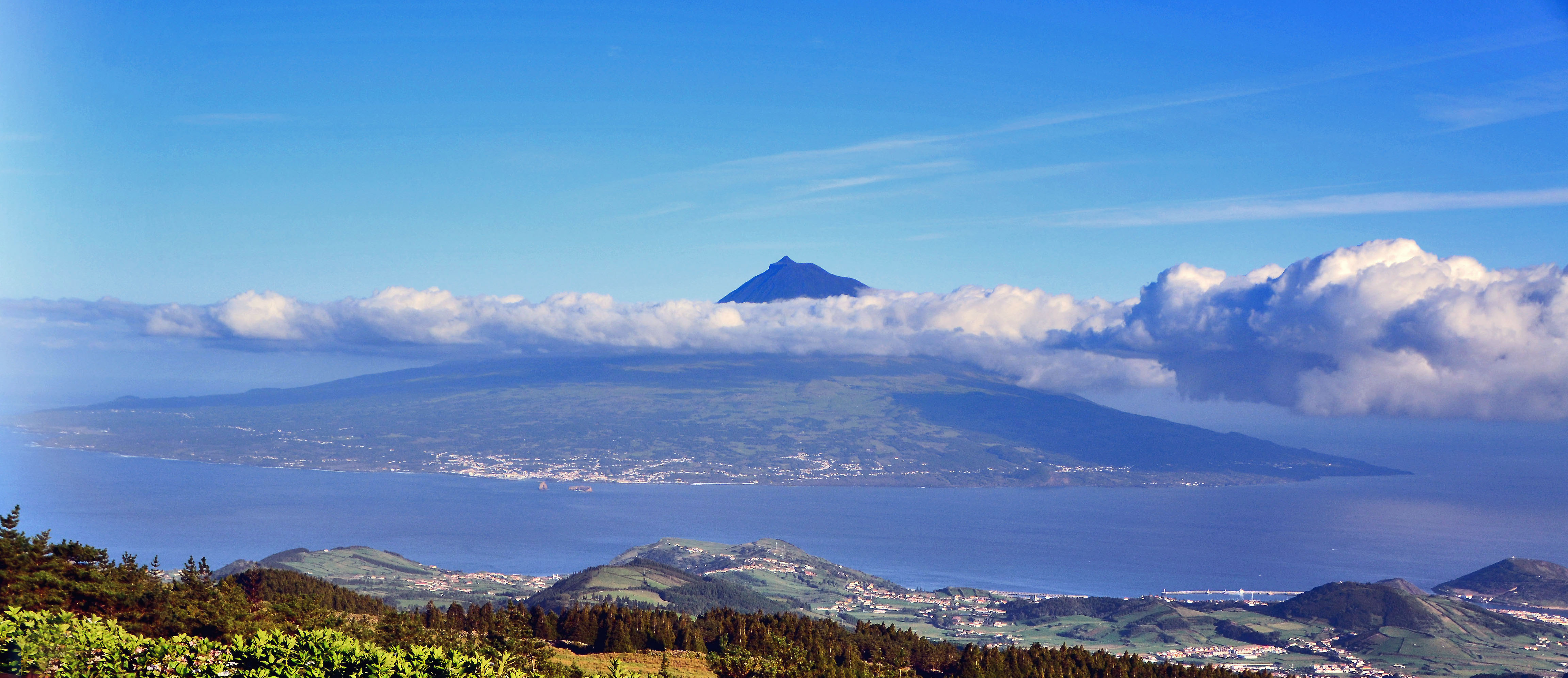
Blick über den Canal do Faial auf die Insel Pico

Pico (deutsch „Gipfel“) ist die zweitgrößte Insel der Azoren und ist Teil der Zentralen Gruppe („Grupo Central dos Açores“). Sie wurde nach dem gleichnamigen 2351 m hohen Vulkan Ponta do Pico benannt, dem auf der Insel gelegenen höchsten Berg Portugals. Die Insel Pico ist 42 km lang und 15 km breit, die Fläche beträgt 447 km². Östlich des Pico erstreckt sich eine Hochebene mit kleineren Vulkankegeln und -kratern, auf der größere Rinderherden gehalten werden. Auf Pico leben etwa 14.000 Menschen.

## Geografie

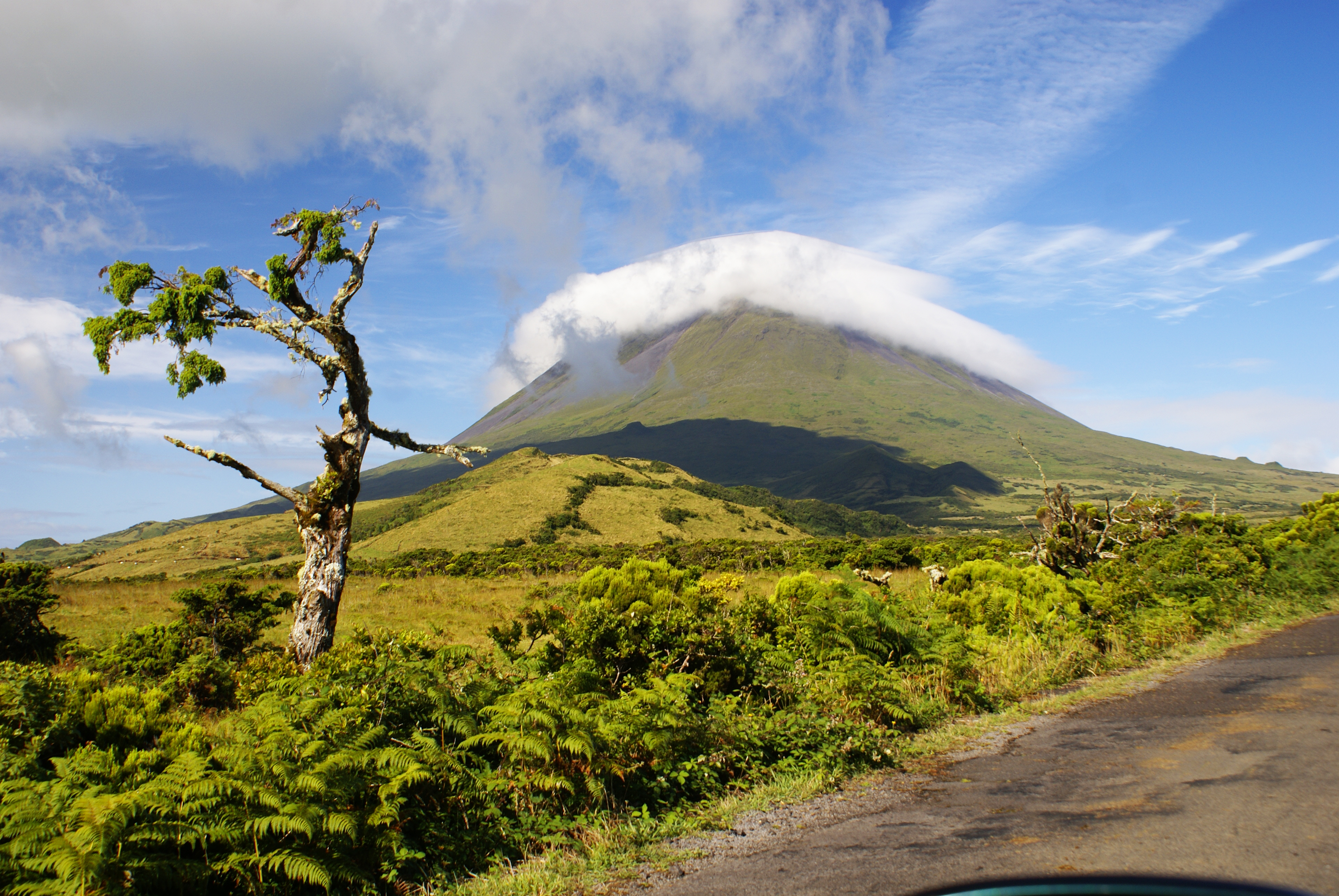
Nebel setzt sich am Ponta da Pico fest. Der meiste Regen fällt auf der Insel im Winter.

Die Insel liegt auf 28° 20′ westlicher Länge und 38° 30′ nördlicher Breite und ist durch den Canal do Faial von der sechs Kilometer entfernten Insel Faial getrennt. Neben dem Fährhafen Madalena, direkt gegenüber der Insel Faial im Westen gelegen, sind Lajes do Pico im Süden als ehemaliger Walfangstützpunkt, und im Norden die Stadt und der Hafen von São Roque von Bedeutung.
Vom Gipfel namens Montanha do Pico überblickt man die gesamte Insel und hat auch freie Sicht auf die Inseln Faial und São Jorge.

## Geschichte
Pico ist mit einem Alter von etwa 250.000 Jahren die jüngste Azoreninsel.
Die Portugiesen nahmen die Insel 1439 in Besitz. Ab 1460 kamen erste Siedler auf die Insel. Sie lebten vom Anbau von Getreide und Taro sowie von der Viehzucht. Später kam der Weinbau hinzu. Ausbrüche des Pico 1562 und 1718 führten zur teilweisen Auswanderung der Bevölkerung. Mitte des 19. Jahrhunderts wurde der Weinbau durch den Mehltau stark beeinträchtigt. Dafür blühte der Walfang auf und stellte für ein Jahrhundert eine wichtige Einnahmequelle der Bevölkerung dar. 1980 war Pico von einem schweren Erdbeben bei Terceira betroffen. 1982 wurde der Flughafen Pico in Betrieb genommen.

## Verwaltung
Pico ist nach São Miguel die zweitgrößte Insel des Azoren-Archipels. Sie gehört zur Autonomen Region der Azoren und ist damit Teil des Staatsgebietes Portugals.
Die Insel ist in drei Concelhos (port. Kreise) aufgeteilt, die ihrerseits in 17 Freguesia (port. Gemeinden) gegliedert sind:
- Lajes do Pico (mit 6 Gemeinden)
- Madalena (mit 6 Gemeinden)
- São Roque do Pico (mit 5 Gemeinden)

## Sport
Der 1951 gegründete Fußballverein Vitória Futebol Clube do Pico trägt seine Heimspiele im 2.000 Zuschauer fassenden Stadion Campo do Vitória Futebol Clube in der Kleinstadt (Vila) von São Roque do Pico aus. Der Klub spielt auf Verbandsebene des Fußballverbands Horta. Dort spielt auch der seit 1988 bestehende Prainha Futebol Clube. Er stammt aus der Gemeinde Prainha und empfängt seine Gäste im 1.000 Zuschauer fassenden, städtischen Stadion Campo Municipal de São Roque. (Stand 2014).
Die Inline-Speedskating-Europameisterschaften 1989 fanden auf der Insel statt.

## Spezialitäten der Insel
Der spezielle Rebanbau wurde 2004 durch die UNESCO zum Welterbe erklärt. Der Wein der Insel wurde im 19. Jahrhundert bis an den Zarenhof nach Sankt Petersburg exportiert. In zahllosen kleinen Adegas wird bis heute nicht nur der Wein, sondern auch der selbstgebrannte Aguardente angeboten. Bekannt ist auch der auf der Insel hergestellte Käse namens Queijo do Pico.

Seiwal vor Picos Küste

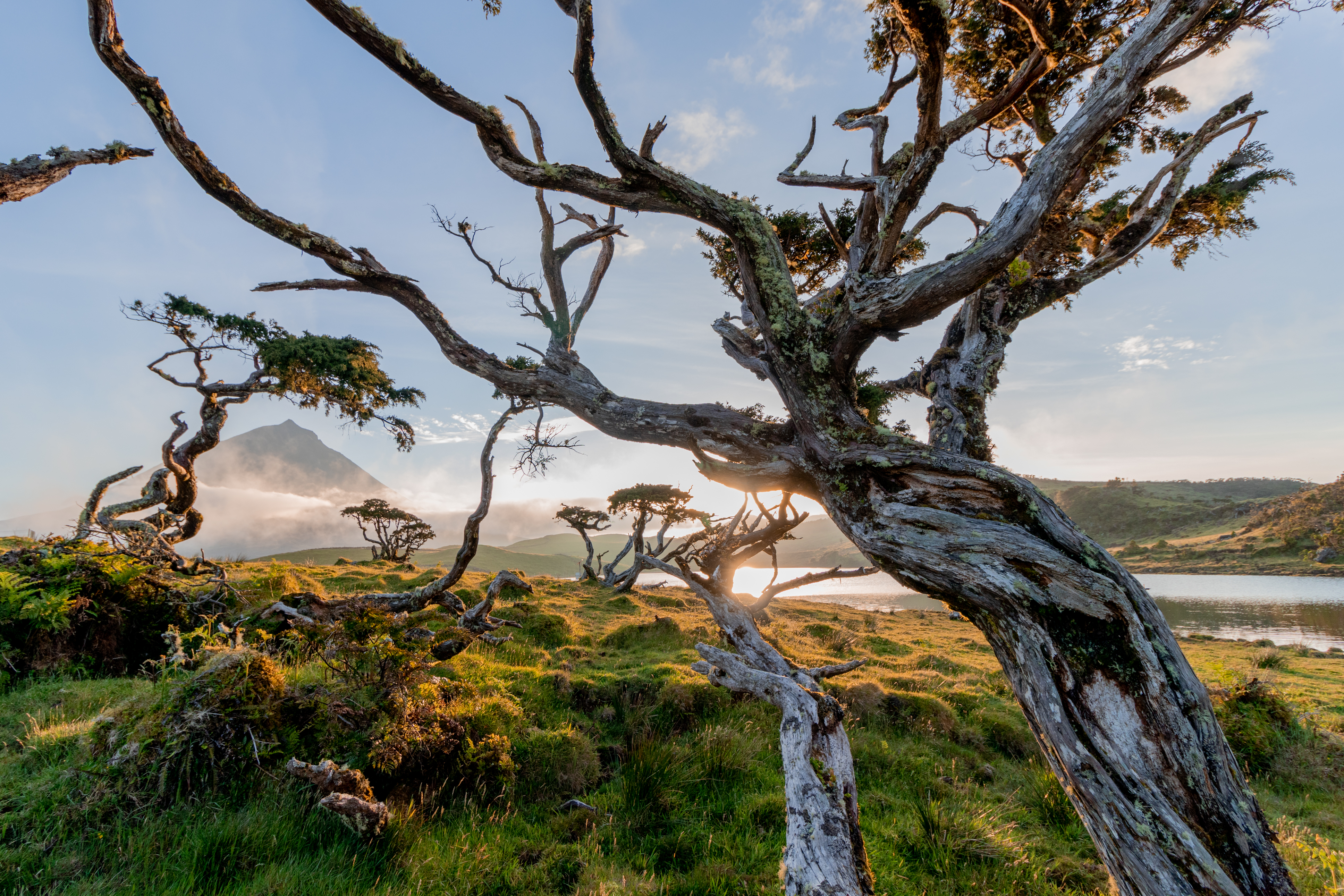
Bäume zeigen ihre Reaktion auf das Klima. Im zentralen Reservat der Insel, in der Nähe des Capitão-Sees

## Wale
Der berufsmäßige Walfang, den die Inselbewohner in kleinen mit 10 bis 20 Ruderern besetzten Booten („Botes Baleiros“) betrieben, wurde 1984 aufgegeben, 1987 wurde der letzte Wal gefangen. Heute gibt es auf Pico zwei Walfangmuseen. Eines liegt in Lajes do Pico, das andere, eine restaurierte „Walfabrik“, in São Roque.
Pico ist ein Zentrum für Walbeobachter in Europa. Seit 1985 hat sich auf Pico ein ausgedehntes Gewerbe für sanfte Walbeobachtung entwickelt. Von Lajes und Madalena aus starten Schlauchboote, um die Meeressäuger zu beobachten. In Madalena hat man sich auf Ausfahrten spezialisiert, um mit wildlebenden Delphinen zu schnorcheln.
In den Gewässern vor der Insel konnten 2013 erstmals True-Wale unter Wasser gefilmt werden.